# Thamnotettix warioni
Thamnotettix warioni är en insektsart som beskrevs av Bellevoye 1876. Thamnotettix warioni ingår i släktet Thamnotettix och familjen dvärgstritar. Inga underarter finns listade i Catalogue of Life.